# Municipio de Richland (condado de Edmunds)
El municipio de Richland (en inglés: Richland Township) es un municipio ubicado en el condado de Edmunds en el estado estadounidense de Dakota del Sur. En el año 2010 tenía una población de 46 habitantes y una densidad poblacional de 0,5 personas por km².

## Geografía
El municipio de Richland se encuentra ubicado en las coordenadas 45°22′3″N 98°46′18″O / 45.36750, -98.77167. Según la Oficina del Censo de los Estados Unidos, el municipio tiene una superficie total de 92.71 km², de la cual 92,57 km² corresponden a tierra firme y (0,15 %) 0,14 km² es agua.

## Demografía
Según el censo de 2010, había 46 personas residiendo en el municipio de Richland. La densidad de población era de 0,5 hab./km². De los 46 habitantes, el municipio de Richland estaba compuesto por el 95,65 % blancos y el 4,35 % eran de una mezcla de razas. Del total de la población el 0 % eran hispanos o latinos de cualquier raza.